# Antonio Javier Sánchez García
Antonio Javier Sánchez García, meglio noto come Antonio Santa o solo Santa (Madrid, 3 marzo 1969), è un allenatore di calcio a 5 ed ex giocatore di calcio a 5 spagnolo, campione europeo con la nazionale spagnola nel 1996.

## Carriera
Santa è stato campione d'Europa nel 1996 con la nazionale maschile di calcio a 5 della Spagna. In totale, ha disputato 21 incontri con le furie rosse, mettendo a segno 4 reti. Nell'estate del 2006 viene nominato allenatore del Móstoles, dove si tratterrà per quasi due decenni.

## Palmarès
- Campionato d'Europa: 1
1996